# Carniola Interior
Carniola Interior (eslovè: Notranjska; alemany: Innerkrain) és una regió tradicional d'Eslovènia. Formà part del territori de la corona d'Habsburg de Carniola. El centre tradicional de la regió és Postojna i altres centres urbans són Idrija, Logatec, Cerknica, Ilirska Bistrica, i Pivka.